# 大洲北インターチェンジ

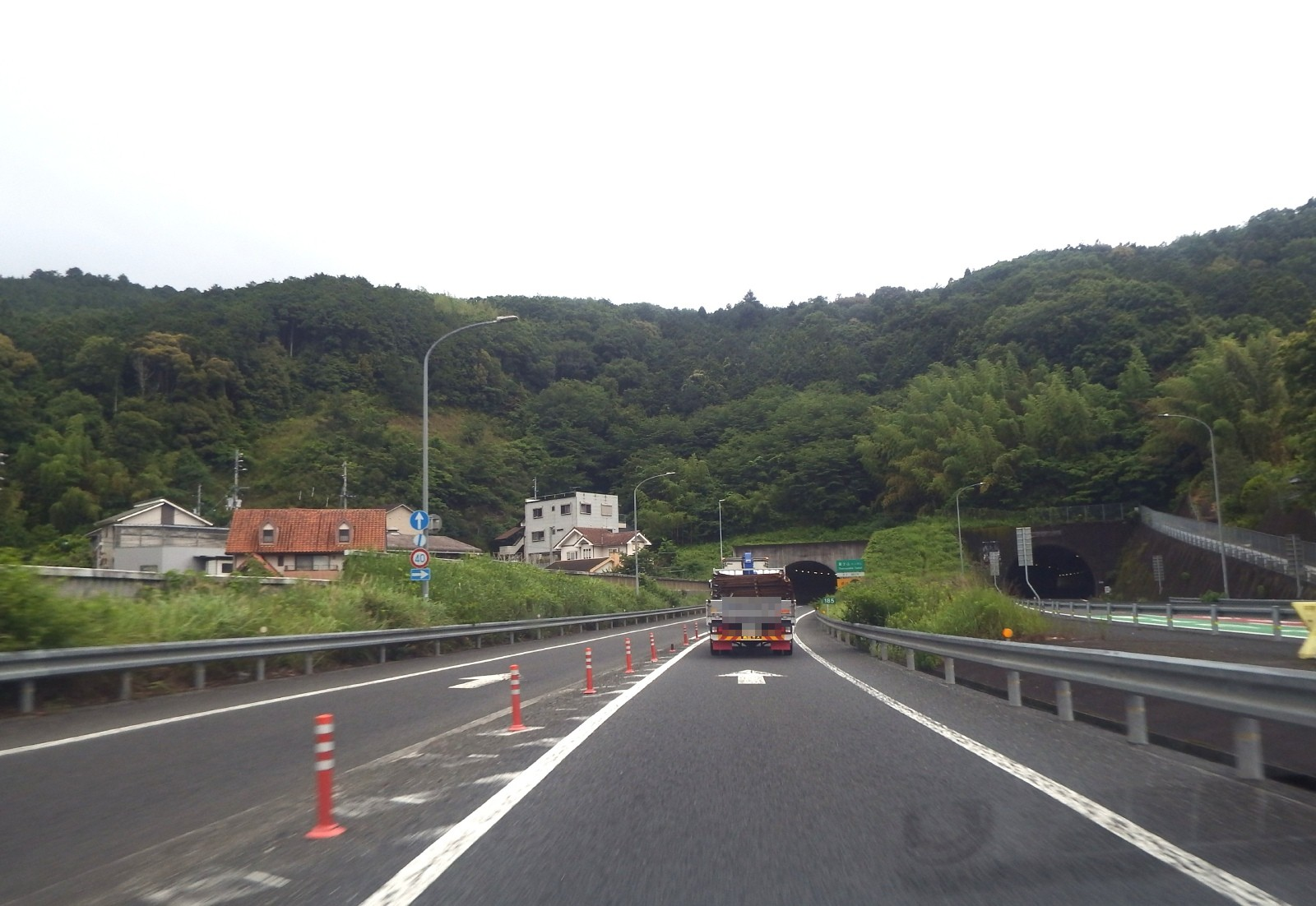
下り線

大洲北インターチェンジ（おおずきたインターチェンジ）は、愛媛県大洲市東大洲にある、松山自動車道（大洲道路）のインターチェンジである。

## 概要
当ICは、宇和島北IC方面出入口のみのハーフインターチェンジとなっている。
大洲IC - 大洲北只IC間は、高速自動車国道に並行する一般国道自動車専用道路であり、通行料金は無料のため当ICには料金所が設置されていない。また、松山IC方面へは当ICが無料区間最終出口となっている。

## 歴史
- 1993年（平成5年）3月25日 : 大洲北IC - 大洲冨士IC間の開通に伴い供用開始[1]。
- 2002年（平成14年）3月29日 : 大洲IC - 大洲北IC間が開通し、松山自動車道（四国縦貫自動車道）と連結[1]。
- 2006年（平成18年）3月27日 : 大洲北IC - 大洲南IC間が4車線化[1]。
- 2016年（平成28年）11月 : 大洲北IC - 大洲南IC間の案内標識をIC番号入りに変更[2]。

## 周辺
- 大洲市立徳森保育所
- 大洲市立平小学校
- 永徳寺（四国八十八箇所霊場 番外札所、四国別格二十霊場 第8番札所、南予七福神霊場 第7番札所）
- 大洲警察署
- 大洲市立大洲学園
- 大洲徳ノ森簡易郵便局
- 大洲市立図書館

## 接続する道路
- 国道56号（大洲道路（一般道路））[1]

## 隣
E56 松山自動車道（ 大洲道路）
(16) 大洲IC - (17) 大洲北IC - (18) 大洲冨士IC